# Oggau am Neusiedler See
Oggau am Neusiedler See (del húngaro: Oka) es una ciudad localizada en el Distrito de Eisenstadt-Umgebung, estado de Burgenland, Austria.
- Datos: Q542817
- Multimedia: Oggau am Neusiedler See / Q542817

1. ↑  Worldpostalcodes.org, código postal n.º 7063.